# Đại học Kỹ thuật München

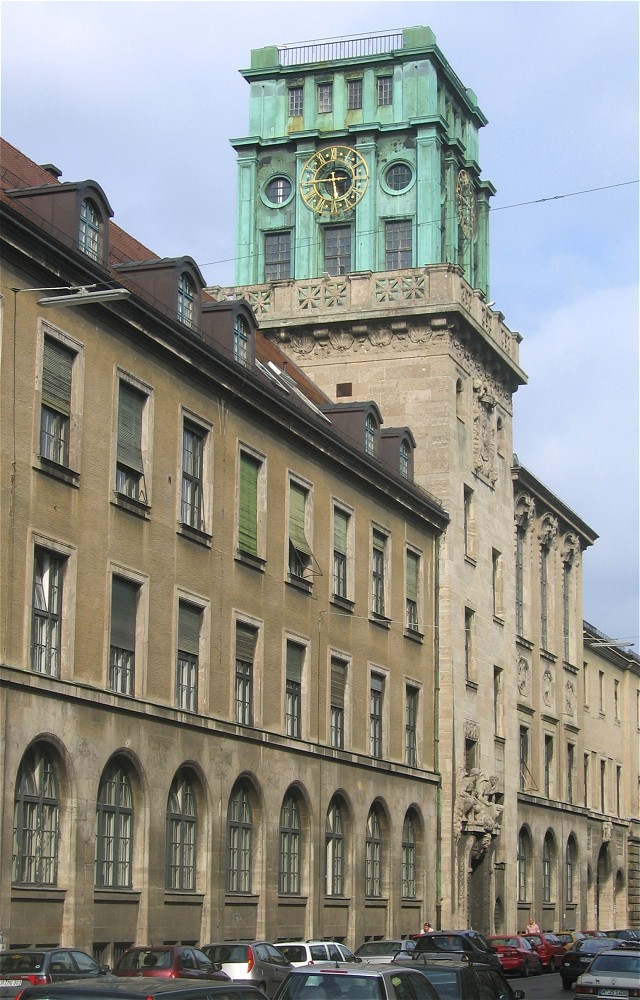
Tòa nhà chính của Đại học Kỹ thuật München

Đại học Kỹ thuật München (tiếng Đức: Technische Universität München, thường được gọi là TU München hoặc TUM) là một trường đại học nghiên cứu công lập ở München, Bayern, Đức. TUM gần đây đã được phong tặng danh hiệu "trường đại học ưu tú" theo Sáng kiến xuất sắc Các trường Đại học Đức. Nguồn tài chính trong năm 2012 tổng cộng 649,3 triệu Euro tài trợ mà không tính cả bệnh viện trường đại học; với bệnh viện trường đại học, trường đại học có tổng kinh phí lên tới khoảng 1,1 tỷ Euro.
Trường này là thành viên của TU9, một xã hội hợp nhất của các viện công nghệ lớn nhất và đáng chú ý nhất của Đức. TUM được xếp hạng 4 trong bảng xếp hạng Đại học Sáng tạo Châu Âu của Reuters 2017.